# 임창정
임창정(任昌丁, 1973년 12월 24일~)은  대한민국의 멀티 엔터테이너.

## 학력
- 2002년 서상고등학교 졸업
- 2008년 중앙대학교 연극학과 연기전공(02학번) 학사

## 생애
본관은 풍천이며, 경상남도에서 태어났다. 1990년 영화 《남부군》에서 단역으로 영화배우 첫 데뷔에 이어 같은 해 KBS 드라마 《지구인》에서 단역으로 출연하였고 이듬해 MBC 《여명의 눈동자》를 통해 단역으로 출연하였다.
이후 다수의 영화에 단역 및 조역으로 출연하다가 1995년 1집 《Rock & Razer Techno Music》의 〈거짓같은 진실〉을 통해서 가수로 데뷔하게 됐는데, 노래를 홍보하기 위해 나갔던 라디오에서 해당 곡보다 〈이미 나에게로〉가 좋다고 하자 이를 들은 본인 역시 그렇게 느끼며 타이틀곡을 〈이미 나에게로〉로 변경하게 되었다. 〈이미 나에게로〉는 임창정이 고등학생때 직접 작사・작곡한 노래인데, 그 당시에 자기 자신이 좋아하던 여자 동창생인 '이미나'를 위해 만들었지만 당사자가 너무 부담스러워서 거절했다는 일화가 있다. 1996년에는 2집 《Because I'm Not with You》를 발매했는데 1집과 비교했을 때는 실패작이었다. 하지만 1997년 영화 《비트》에 조연 배역인 환규 역으로 출연하면서 양아치 연기를 잘 소화했고, 얼굴을 알리는 계기가 되었다. 또한 그 해 3집 《Again(그때 또 다시)》을 발매하여 일약 스타덤에 올랐다. 3집 앨범으로 가요톱10 5주 연속 골든컵, 연말에는 KBS 가요대상을 수상하였고 영화 《비트》로 1997년 대종상영화제 남우조연상과 1998년 백상예술대상 신인연기상을 수상하였다. 1998년 4집 《Lim Chang Jung 4th》를 발매하고 활동했는데, 수록곡 〈늑대와 함께 춤을〉이 사랑을 받으며 한층 더 가수로서 성장했다.  첫 주연 영화 《엑스트라》가 개봉되었고 1999년 5집 《Story of...》의 〈바람과 함께 사라지다〉는 임창정을 대중들에게 댄스가수로 인식시켜주었으며 이후 6집 《White》를 발매, 7집 《www.Love.7th》, 8집 《Different Color》를 발매했다. 8집 앨범의 경우 거의 모든 수록곡들이 타이틀급으로 발매되었다. 이후 2002년 9집 《구집》을 발매하면서 꾸준히 활동하다 2003년 10집 《Bye》를 마지막으로 영화에서의 연기 전념을 위해 가수 분야에서는 잠정 은퇴선언을 하였다.
가수 활동을 중단한 그는 그동안 《위대한 유산》, 《시실리 2km》, 《파송송 계란탁》, 《내 생애 가장 아름다운 일주일》, 《1번가의 기적》, 《만남의 광장》, 《스카우트》, 《색즉시공 시즌 2》 등의 영화에 출연하며 영화 배우의 입지를 굳혀갔다.
영화에 매진하던 임창정은 2008년에는 계약했던 영화가 무기한 제작 연기되며 1년간 공백기를 가지기도 했다. 2009년 3월 10일에는 6년 만에 정규 11집 《Return To My World》를 발매하며 복귀했다. 발매 당시 타이틀곡 〈오랜만이야〉로는 그다지 큰 인기를 얻지 못하고 저평가를 받았지만, 시간이 지나고 감성적인 명곡이라는 평가를 다시 받게 되면서 재유행을 하기도 했다. 이 앨범은 6년만의 복귀 앨범인 만큼 임창정이 특별히 신경써서 만들었다고 할 수 있겠다.
그는 명랑씨어터 수박의 뮤지컬 《빨래》에 솔롱고 역으로 뮤지컬에 출연하기도 했다. 같은 해에 김창렬, 이하늘과 함께 창단멤버로서 KBS 《천하무적 야구단》에 출연하였으나, 2010년 6월 최종 하차하였다. 2009년 영화 《청담보살》이 개봉되었고 2010년 베스트 앨범&리메이크 앨범인 《Remind》를 발매하였다. 2010년에는 가수 故 김현식의 추모 영화로 기획, 제작한 《비처럼 음악처럼》은 촬영을 마친 뒤 후반 작업 중 故 김남경 감독의 갑작스런 사망으로 개봉이 미뤄지다 2012년 4월 개봉하려 했으나 무기한 연기되었다. 같은 해 11월에는 엄지원과 함께 주연한 영화 《불량남녀》가 개봉되었다. 2011년 《사랑이 무서워》, 2012년 《공모자들》에서 주연을 맡아 출연하였으며 또한 영화 《창수》의 주연을 맡았다. 해당 작품은 2012년 제17회 부산국제영화제에 초청 및 상영되었으며 이후 2013년 11월 정식 개봉하였다. 2015년에는 《치외법권》이 개봉했지만 좋은 성적을 거두지는 못하였다.
정규 11집을 발매한지 3년 만인 2013년 싱글 앨범 《나란 놈이란》을 발매했다.
2014년 3월 20일에는 정규 12집 《흔한 노래, 흔한 멜로디》를 발매했다. 그런데 발매일 4주 후 당시 떠들썩했던 세월호 참사로 음원시장이 얼어붙는 일이 발생했다. 그 결과 노래가 잘 알려지지 못해, 타이틀곡과 그 앨범의 수록곡이 묻히는 일이 생겨버렸다. 하지만 그 와중에도 불구하고 타이틀곡 〈흔한 노래〉는 많은 사랑을 받았다.
15년 만에 2014년 5월 23일~5월 24일 서울 콘서트를 시작으로 전국투어 공연을 열었다.
그리고 2015년에 발표한 〈또 다시 사랑〉으로 12년여만에 대중 음악 아이돌의 춘추전국시대를 이겨내고 1위를 탈환하였다.
2017년도 정규 13집 《I'M》을 발매했는데 타이틀 곡 〈내가 저지른 사랑〉은 〈또 다시 사랑〉보다 한층 더 음원시장을 길고 강하게 휩쓸며 은퇴 전 인기에 버금가는 대중들의 사랑을 다시 한번 받았다. 하지만 타이틀곡이 너무 많은 사랑을 받은 나머지 그 외의 수록곡들이 잘 알려지지 못했다. 이 앨범은 〈내가 저지른 사랑〉만큼의 좋은 멜로디로 구성되어있으니 꼭 한번 들어보는 것이 좋을 듯 하다.
2018년 정규 14집 《하루도 그대를 사랑하지 않은 적이 없었다》를 발매하면서 역대급 히트를 쳤다.
2019년 정규 15집 《십삼월》로 돌아왔는데, 홍보가 다소 부족해 14집만큼의 인기를 얻지는 못했다. 하지만 임창정 특유의 창법이 잘 드러나는 곡으로 팬들에게는 아직 많은 사랑을 받고 있다.
2020년 정규 16집 《힘든 건 사랑이 아니다》를 발매했는데 이 앨범의 타이틀곡 〈힘든 건 사랑이 아니다〉는 팬들의 의견을 모아 타이틀곡으로 선정되었고, 직접 작사・작곡한 공감가는 가사와 멜로디로 팬들은 물론 많은 사람들에게 감동을 주었다.
2021년에는 임창정이 펜트하우스 2의 OST 수록곡인 〈이게 바로 나야〉, 〈되풀이〉를 발매했다.

## 출연작

### 드라마/시트콤
| 연도 | 방송   | 제목                         | 역할                | 비고     |
| ---- | ------ | ---------------------------- | ------------------- | -------- |
| 1990 | KBS2   | 지구인                       | 어린 이종세         |          |
| 1991 | MBC    | 여명의 눈동자                | 길수                |          |
| 1992 | KBS2   | 해뜰날                       | 철가방              |          |
| 1994 | KBS2   | 무당                         | 동철                |          |
| 1997 | MBC    | 남자 셋 여자 셋              |                     | 특별출연 |
| 1997 | SBS    | 뉴욕 스토리                  |                     |          |
| 1998 | SBS    | 순풍산부인과                 |                     | 특별출연 |
| 1998 | KBS2   | 행복을 만들어 드립니다       |                     |          |
| 1999 | KBS2   | 일요베스트 - 세리가 돌아왔다 | 시나리오 작가, 한수 |          |
| 2001 | MBC    | 뉴 논스톱                    |                     | 특별출연 |
| 2001 | KBS2   | 잘난 걸 어떡해               |                     |          |
| 2010 | MBC    | 아직도 결혼하고 싶은 여자    | 카메오              |          |
| 2012 | TV조선 | 지운수대통                   | 지운수              |          |
| 2017 | KBS2   | 마녀의 법정                  | 조사받는 남자       | 특별출연 |
| 2019 | JTBC   | 눈이 부시게                  | 사기꾼              | 특별출연 |

### 방송
- 1996년, 1997년 KBS2 《슈퍼선데이》
- 1997년 KBS1 《TV는 사랑을 싣고》
- 1997년 KBS2 《코미디 세상만사》
- 1997년 KBS2 《밤의 이야기쇼》
- 1997년 MBC 《김승현의 잠못 이루는 밤에》
- 1997년 KBS1 《아침마당》
- 1997년 KBS1 《체험 삶의 현장》
- 1997년, 1998년, 2000년 KBS2 《가족오락관》
- 1998년 SBS 《좋은 세상 만들기》
- 1999년 KBS2 《슈퍼 TV 일요일은 즐거워》
- 1999년 KBS2 《오늘은 토요일》
- 1999년 MBC 《박상원의 아름다운 TV 얼굴》
- 2004년 MBC 《공감토크쇼 놀러와》
- 2009년 SBS 《강심장》
- 2009년 KBS2 《스타 골든벨》
- 2009년 KBS2 《천하무적 야구단》
- 2009년 KBS2 《해피투게더》
- 2010년 MBC 《무릎팍도사》
- 2012년 SBS 《고쇼》
- 2012년 tvN 《백지연의 피플 인사이드》
- 2012년 TV조선 《토크쇼 노코멘트》
- 2013년 KBS2 《위기탈출 넘버원》
- 2013년 KBS2 《대국민 토크쇼 안녕하세요》
- 2013년 SBS 《멀티 캐릭터쇼 - 멋진 녀석들》
- 2013년, 2022년 tvN/쿠팡플레이 《SNL 코리아》
- 2013년 SBS 《화신: 마음을 지배하는 자》
- 2013년 KBS2 《1 대 100》
- 2013년 JTBC 《히든싱어》
- 2014년 엠넷 《비틀즈 코드》
- 2014년 JTBC 《마녀사냥》
- 2014년 KBS2 《나는 남자다》
- 2014년 OLIVE 《테이스티로드》
- 2014년 MBC 《휴먼다큐 사람이 좋다》
- 2014년 SBS 《열창클럽 썸씽》
- 2015년 MBC 《황금어장 라디오스타》
- 2015년 엠넷 《너의 목소리가 보여》
- 2015년 MBC 《세바퀴》
- 2016년 JTBC 《아는 형님》
- 2016년 SBS 《판타스틱 듀오》
- 2016년 JTBC 《냉장고를 부탁해》
- 2018년 JTBC 《한끼줍쇼》
- 2022년 SBS 《동상이몽》
- 2023년 SBS 《집사부일체 시즌2》

### 영화
- 1990년:《남부군》 ... 전세용 역
- 1991년:《장미여관》 ... 녀석 역
- 1992년:《걸어서 하늘까지》 ... 소매치기 역
- 1992년:《섬강에서 하늘까지》 ... 구대훈 역
- 1994년:《게임의 법칙》 ... 삐끼 역
- 1997년:《비트》 ... 환규 역
- 1998년:《엑스트라》 ... 박봉수 역
- 1998년:《해가 서쪽에서 뜬다면》 ... 김범수 역
- 2000년:《행복한 장의사》 ... 장재현 역
- 2000년:《자카르타》 ... 블루 역
- 2001년:《두사부일체》 ... 혁삼 역(우정출연)
- 2002년:《해적, 디스코왕 되다》 ... 봉팔 역
- 2002년:《색즉시공》 ... 장은식 역
- 2003년:《역전에 산다》 ... 경찰관 역(특별출연)
- 2003년:《위대한 유산》 ... 창식 역
- 2004년:《시실리 2km》 ... 양이 역
- 2005년:《파송송 계란탁》 ... 이대규 역
- 2005년:《내 생애 가장 아름다운 일주일》 ... 김창후 역
- 2006년:《아치와 씨팍》 ... 씨팍 역
- 2007년:《1번가의 기적》 ... 필제 역
- 2007년:《만남의 광장》 ... 공영탄 역
- 2007년:《스카우트》 ... 이호창 역
- 2007년:《색즉시공 시즌 2》 ... 장은식 역
- 2009년:《청담보살》 ... 승원 역
- 2010년:《육혈포 강도단》 ... 방준석 역
- 2010년:《불량남녀》 ... 방극현 역
- 2011년:《사랑이 무서워》 ... 유상열 역
- 2012년:《비처럼 음악처럼》 ... 수현 역
- 2012년:《공모자들》 ... 영규 역
- 2013년:《창수》 ... 창수 역
- 2015년:《치외법권》 ... 이정진 역
- 2016년:《대결》 ... 편의점 알바 역
- 2016년:《임시보표》
- 2017년:《로마의 휴일》 ... 강인한 역
- 2018년:《게이트》 ... 규철 역 (각색, 조감독, 기획, 제작, 공동투자, 음악, 작곡, 주연)

### 극장판 애니메이션
- 2006년:《아치와 씨팍》 ... 씨팍 역

### 카메오
- 2001년:《두사부일체》 혁삼 역
- 2003년:《역전에 산다》 경찰관 역
- 2003년:《낭만자객》 갑옷귀신 역
- 2014년:《기술자들》 욕먹는 요리사 역

### 뮤지컬
- 1993년:《동숭동연가》
- 1993년:《마의태자》, 《에비타》
- 2009년:《빨래》 - 솔롱고 역 / 서울 공연 두산아트센터 연강홀(2009년 4월 28일~6월 14일)
- 2009년:《빨래》 - 솔롱고 역 / 서울 공연 학전 그린 소극장(2009년 7월 24일~11월 18일)
- 2009년:《빨래》 - 솔롱고 역 / 부산 공연 MBC 롯데아트홀(2009년 9월 18일~9월 20일)
- 2009년:《빨래》 - 솔롱고 역 / 부산 공연 MBC 롯데아트홀(2009년 11월 20일~11월 29일)
- 2009년:《빨래》 - 솔롱고 역 / 대구 공연 대구 수성아트피아(2009년 12월 5일~12월 6일)
- 2009년:《빨래》 - 솔롱고 역 / 대전 공연 CMB엑스포아트홀(2009년 12월 19일~12월 20일)
- 2009년:《빨래》 - 솔롱고 역 / 군포 공연 군포시문화예술회관 수리홀(2009년 12월 25일~12월 26일)
- 2010년-2011년:《라디오스타》 - 매니저 박민수 역 / 서울 공연 우리금융아트홀, 전국공연(2010/11/16~2011/01/02)
- 2010년-2011년:《라디오스타》 - 매니저 박민수 역 / 수원 공연 경기도문화의전당 행복한대극장(2011/02/18~2011/02/20)
- 2010년-2011년:《라디오스타》 - 매니저 박민수 역 / 부산 공연 부산시민회관 대극장(2011/02/25~2011/02/27)
- 2010년-2011년:《라디오스타》 - 매니저 박민수 역 / 대구 공연 대구 오페라하우스(2011/03/11~2011/03/13)
- 2010년-2011년:《라디오스타》 - 매니저 박민수 역 / 대전 공연 대전예술의전당아트홀(2011/04/01~2011/04/03)
- 2010년-2011년:《라디오스타》 - 매니저 박민수 역 / 의정부 공연 정부예술의전당 대극장(2011/05/14~2011/05/15)
- 2012년-2013년:《벽을 뚫는 남자》 - 듀티율 역 / 이화여자대학교 삼성홀
- 2022년: 《미세스 다웃파이어》 - 다니엘 역 / 샤롯데씨어터

### 라디오 프로그램
- 2015년 EBS 《EBS 책 읽는 라디오 낭독 시리즈》

### CF
- 1997년 빙그레 초코지오
- 1997년 빙그레 뉴면 (최종원과 함께 출연)
- 1997년 하이트진로
- 1997년 KT One shot 018
- 1998년 롯데칠성 사각사각
- 2000년 삼성전자 애니콜
- 2000년 한국정보통신 엔메트로닷컴
- 2000년 IMC
- 2002년 오리온 감자팝
- 2002년 SK텔레콤 TING
- 2002년 해태제과 2&4
- 2002년 코니카 코니카필름 (김현정, 김흥국, UN과 함께 출연)
- 2003년 다음커뮤니케이션 (최정원과 함께 출연)
- 2004년 우정사업본부 우체국 택배
- 2005년 오뚜기 그대로카레, 그대로짜장
- 2008년 코카콜라 제로 목소리 참여[12]
- 2014년 엔씨소프트 리니지 전사의 탄생 보기
- 2014년 LG U+ tv G 4K UHD
- 2016년 넷마블 레이븐
- 2016년 알바몬
- 2016년 투다리
- 2017년 광동제약 헛개차
- 2017년 레전드 스포츠 히어로즈
- 2017년 레전드 야구교실
- 2017년 레전드 스크린 야구
- 2021년 갑부: 장사의 시대(모바일 게임)
- 2021년 제주클린마스크

## 음반 목록

### 정규 앨범
ㅡ

| 번호 | 음반 정보                                                             | 트랙 리스트 |
| ---- | --------------------------------------------------------------------- | --- |
| 1    | 《Rock & Razor Techno Music》 - 발매일: 1995년 4월 30일               | 1. 너를 만나게한 바다로 2. 기억할수 밖에 없는 너 3. 이미 나에게로 4. J에게 5. Ya Ya! Boo Boo! (너를 알고부터) 6. 거짓 같은 진실 뮤직비디오 7. 블루 파티 8. 그후로 나는 9. 너를 만나게 한 바다로(Saxphone Ver.) 10. Ya Ya! Boo Boo!(Inst.) |
| 2    | 《Because I`m Not With You》 - 발매일: 1996년 5월 10일                | 1. 변심 2. 염원의 눈물 3. 나의 여백 4. 젖은 거리에서 5. 혼자만의 이별 6. 내 안에 있는 너 7. 감춰진 너를 8. 색다른 느낌 9. 승자의 제안 10. 갈증 11. 소녀에게 12. 절교 선언 |
| 3    | 《Again》 - 발매일: 1997년 5월 16일                                   | 1. Summer Dream 2. 그때 또 다시(Again) 뮤직비디오 3. 결혼해줘 4. 지킬게 5. 내가 웃는 건 6. 너를 잊기로 했어 7. 슬픈 연가 8. 날 믿어줘 9. Summer Dream(Remix)(Club Ver.) |
| 4    | 《Lim Chang Jung 4th》 - 발매일: 1998년 4월 17일                      | 1. 늑대와 함께 춤을 2. 진달래꽃 3. 보여줘 4. 내 품 안에서 5. 별이 되어 뮤직비디오 6. 후유증 7. 이럴 수 밖에 8. 이해할 수 있니 9. 이심전심 10. 늑대와 함께 춤을(MR) |
| 5    | 《Story of ...》 - 발매일: 1999년 3월 26일                            | 1. Love Affair 뮤직비디오 2. 기회(機會) 3. 아이리스 4. 바람과 함께 사라지다 5. Wish 6. 니가 날 버린 날 7. 너와 함께 8. In 9. 운명 10. 님과 함께 11. I Know 12. I Still Believe(Bonus track) |
| 6    | 《White》 - 발매일: 2000년 2월 10일                                   | 1. Jazz 2. 나의 연인(我戀) 뮤직비디오 3. Smile Again(하늘에서) 4. 기쁜 우리(Feat. 허인창) 뮤직비디오 5. 이별이 나를 부를 때 6. 절망 7. 내 친구와 남자 친구 8. 낮에 9. 너의 꿈에 부치는 편지 10. 알았어 11. 후애 12. Why Not I Don't Care 13. 네 안의 자유 14. 기쁜 우리(With Rap)(Feat. 허인창)                                                 |
| 7    | 《www.Love.7th》 - 발매일: 2000년 11월 13일                           | 1. www.사랑.com 2. 그대도 여기에 3. 나쁜 그대 4. 날 닮은 너 뮤직비디오 5. 후유증 6. Please Don't You Lose 7. 다짐 8. 내 진심 9. 왜 그랬는지... 10. 졸업 11. 그대도 여기에(Inst.) 12. Please Don't You Lose(Inst.) |
| 8    | 《Different Color》 - 발매일: 2002년 7월 18일                         | 1. 8월에 이별 2. Real Love 3. 미련 4. 온종일 하는 생각 5. 가을의 전설 6. 기다리는 이유 뮤직비디오 7. 이별 8. 날 버린 그녀가 요즘 연락을 한다 9. 위로 10. 내안에 아직 11. 보고싶어 12. 뭔데! 뭔데! 13. 너에게 모자란 나 14. 바램 15. 말해요 16. 에필로그                                                                                         |
| 9    | 《C.J. 2002》 - 발매일: 2003년 5월 2일                                | 1. 여우비 2. No Choice 3. 슬픈 혼잣말 뮤직비디오 4. 너를 너로써 5. 러브 펀치 6. 나를 보내며 7. 내게 남을 한사람 8. 슬퍼도 좋은 연인 9. One Day 10. 떠나라 11. 슬픈 혼잣말(Inst.) |
| 10   | 《Bye》 - 발매일: 2004년 6월 10일                                     | 1. 오해 2. 소주 한 잔 뮤직비디오 3. 흩어진 나날들 4. 내가 가요 5. 왜! 6. 난 연인이 있다 7. Bye 8. 조언 9. 니 옆이고 싶어서 10. 이미 나에게로(Remix.) 11. 나의 연인(Remix.) 12. 소주 한 잔(Inst.) |
| 11   | 《Return to My World》 - 발매일: 2009년 3월 10일                      | 1. 너란 사람은 2. 원하던 안 원하던 뮤직비디오 3. 오랜만이야 뮤직비디오 4. 그때가 그리워요 5. 그대 생각하며 한번 웃고 6. 결혼전야 7. 가슴에 고인 이름 8. 현주에게 9. 슬픈 연인 10. 혼자가 아닌 걸(Feat. 리쌍) 11. To Your X-Boyfriend 12. In The Club(Feat. JED)                                                                                 |
| 12   | 《흔한 노래... 흔한 멜로디...》 - 발매일: 2014년 3월 20일             | 1. 보내야 했을까(Feat. JED) 2. 어느 하루가 3. 흔한 노래 뮤직비디오 4. 바보 5. 죽어라 잊어도 6. 토로(吐露) 7. 너는 행복(Feat. The Ray) 8. 마지막 악수 9. 우리가 헤어질 때 10. 행복한 남자(To.Eco) 11. 너의 미소(Feat. 히든싱어) 12. 임박사와 함께 춤을(Feat. 이박사) 13. 어느 하루가(Inst.) 14. 흔한 노래(Inst.) 15. 임박사와 함께 춤을(Inst.)   |
| 13   | 《I'M》 - 발매일: 2016년 9월 6일                                      | 1. 노래 한번 할께요 2. 이별 후 3. 그곳에 멈춰서 4. 화해 5. 이제 날 놓아줘 6. 내 생에 가장 아름다운 7. 그마저 내려놓는 8. 또 설레이는 이 길 9. 순심이 10. 너에게 달려간다 11. 내가 저지른 사랑 뮤직비디오 12. 세상에 하나뿐인 나 13. 내가 저지른 사랑(Inst.) 14. 지나고도 같은 오늘(Inst.)                                                       |
| 14   | 《하루도 그대를 사랑하지 않은 적이 없었다》 - 발매일: 2018년 9월 19일 | 1. 노래방 2. 나눠갖지 말아요 3. 하루도 그대를 사랑하지 않은 적이 없었다 뮤직비디오 4. 이젠 그러려고 5. 지금이라 부르던 그때 6. 그 사람 7. 예쁘더라 8. 친구 10년 사랑 1년 9. 지나고도 같은 오늘(또 생각이나서) 10. 또 다시 사랑(2018) 11. 나란놈이란(2018) 12. 그냥 냅둬 13. 하루도 그대를 사랑하지 않은 적이 없었다(Inst.) 14. 그냥 냅둬(Inst.) |
| 15   | 《십삼월》 - 발매일: 2019년 9월 6일                                   | 1. 일월(All My Life) 2. 이월(Love Letter) 3. 삼월(Dear You) 4. 사월(Empty) 5. 오월(May Be) 6. 유월(Stranger) 7. 칠월(Last Summer) 8. 팔월(Moon Blue) 9. 구월(September Song) 10. 시월(Mistakes) 11. 십일월(Again) 12. 십이월(Happy Ending) 13. 십삼월(Never Ending) 뮤직비디오 14. 십삼월(Never Ending)(Inst.) 15. 구월(September Song)(Inst.)  |
| 16   | 《힘든 건 사랑이 아니다》 - 발매일: 2020년 10월 19일                  | 1. 힘든 건 사랑이 아니다 뮤직비디오 2. 이미 널 잊었어 3. 소확행 뮤직비디오 4. 꽃길을 걸어요 5. 돌아가고 싶다 6. 괜찮은지 몰라서 7. 우리는 어디에 8. ㅎㅎㅎ 9. 젊은 날 그 사람 10. 널 버릴 거야 11. 3번 타자 12. 괜찮은지 몰라서(With 선민) 13. 내 사랑 마법자 14. 힘든 건 사랑이 아니다(Inst.) 15. 내 사랑 마법자(Inst.)                        |
| 17   | 《별거 없던 그 하루로》 - 발매일: 2021년 11월 1일                     | 1. 별거 없던 그 하루로 뮤직비디오 2. 다행 3. 내 곁으로 사는 건 4. 따뜻한 말 한마디 5. 나 6. 우리의 첫 장 7. 선물 8. 내가 혼자인 이유 9. 버틸만해 10. 나는 트로트가 싫어요 뮤직비디오 11. 별거 없던 그 하루로(Inst.) 12. 나는 트로트가 싫어요(Inst.)                                                                                             |

### 미니 앨범
| 번호 | 음반 정보                                       | 트랙 리스트 |
| ---- | ----------------------------------------------- | --- |
| 1    | 《또 다시 사랑》 - 발매일: 2015년 9월 22일      | 1. 또 다시 사랑 뮤직비디오 2. 그리다 3. 그대라는 꿈 4. 오랜 시간 동안 꿈꾸던 이야기(Feat.Outlaw 염오성) 5. 스무살 어린 시절 6. 스무살 어린 시절(Inst.) 7. 또 다시 사랑(Inst.) |
| 2    | 《그 사람을 아나요》 - 발매일: 2017년 10월 23일 | 1. 그 사람을 아나요 2. 너를 꺼내는 이유 3. 가지 말아달라 해요(임창정, JNIQ) 4. 그 사람을 아나요(Inst.) 5. 너를 꺼내는 이유(Inst.) 6. 가지 말아달라 해요(Inst.)                |

### 리메이크 앨범
| 번호 | 음반 정보                            | 트랙 리스트 |
| ---- | ------------------------------------ | --- |
| 1    | 《Remind》 - 발매일: 2010년 2월 11일 | 1. 잊혀지는 이별뮤직비디오 2. 일어서겠죠 3. 소주한잔 4. Love Affair 5. 날 닮은 너 6. 이럴수밖에 7. White Dream 8. 바람과 함께 사라지다 9. 니 옆이고 싶어서 10. 그때 또 다시 11. 그대도 여기에 12. 보여줘 |

### 싱글 앨범
| 번호 | 음반 정보                                      | 트랙 리스트 |
| ---- | ---------------------------------------------- | --- |
| 1    | 《나란놈이란》 - 발매일: 2013년 9월 24일       | 1. 나란놈이란 뮤직비디오 2. 괜찮을런지 3. 문을 여시오(Feat.김창렬) 뮤직비디오 4. 나란놈이란(Inst.)                                                                        |
| 2    | 《친한 사람》 - 발매일: 2014년 11월 24일       | 1. Intro 2. 친한 사람(String Ver.) 3. 친한 사람(Original Ver.) 4. 임박사와 함께 춤을(Feat.LE of EXID, 이박사) 뮤직비디오 5. 임박사와 함께 춤을(Inst.) 6. 친한 사람(Inst.) |
| 3    | 《그대라는 꿈》 - 발매일: 2015년 9월 7일       | 1. 그대라는 꿈 |
| 4    | 《그대 내게 말하길》 - 발매일: 2017년 5월 17일 | 1. 그대 내게 말하길 |

### 베스트 앨범
- 2001년 5월: 《His 1st Best Album A To Z》

### 참여 앨범
- 1997년 4월: 《비트 O.S.T》 - 〈슬픈연가(환규의 테마)〉
- 1998년 1월: 서영은 1집 《Softly Whispering `I love U`》 - 〈그대를 위한 나〉
- 1998년 9월: 애니콜 cm송 [Jam 있는 Yag] - 〈언제나 함께〉
- 1998년 10월: 훌리오 이글레시아스 《My Life：The Greatest Hits》 - 〈To All The Girls I`ve Loved Before〉[14]
- 1998년: Together Forever - 〈같은 맘으로〉
- 1998년 12월: 임창정, 예민, 이지의 〈겨울의 약속〉
- 1999년 5월: 《NOW N NEW》 - 〈하나되어〉[15]
- 2000년 9월: Dream Song - 〈널 위한 날개〉[16] MV
- 2002년 2월: 공명선거 캠페인 송 - 〈내가 선택한 세상〉[17]
- 2002년 6월: 2002 월드컵 응원가 - Korea Team Fighting 캠패인송 / 〈Tonight(with 김조한)〉
- 2007년 6월: JED 1st Single <Show Time Project> - 〈사랑의 숲에서 길을 잃다〉[18]
- 2012년 2월: 김진표 《JP6》 - 돌아갈 수 있다면[19]
- 2012년 5월: 드라마 《지운수대통》 OST[20] - 〈집으로 가는 길〉 / 〈언제나 같은 생각〉
- 2013년 4월: JED <Curtain Call Part 1> - 〈피아노〉[21]
- 2013년 12월: 용감한형제 데뷔10주년 앨범 - 〈그렇게 당해놓고(Feat. Maboos)〉[22]
- 2014년 2월: 드라마 <쓰리데이즈> OST - 〈Goodbye〉[23]
- 2014년 7월: 드라마 <조선 총잡이> OST - 〈기다리라 해요〉[24] 티저영상
- 2014년 8월: 신혜성 once again #2 - 〈인형〉
- 2015년 12월: 드라마 《달콤살벌 패밀리》 OST - 〈괜찮아질텐데〉
- 2021년 3월: 드라마 《펜트하우스 2》 OST - 〈되풀이〉, 〈이게 바로 나야〉

### 참여 뮤직비디오
- 2013년 2월: 혼성그룹 WE 〈Party〉[25] MV
- 2013년 11월: 미스터 팡 〈뜨거운 사랑〉[26] MV

### 작사, 작곡, 편곡 참여
| 연도   | 작사,작곡,편곡 참여 |
| ------ | --- |
| 1995년 | - 임창정 1집 〈이미 나에게로〉 작사,작곡 |
| 1996년 | - 임창정 2집 〈변심〉 작사, 작곡,편곡 - 임창정 2집 〈염원의 눈물〉 작사,작곡,편곡 - 임창정 2집 〈젖은 거리에서〉 작사,작곡,편곡 - 임창정 2집 〈감춰진 너를〉 작사,작곡,편곡 - 임창정 2집 〈승자의 제안〉 작사,작곡,편곡 - 임창정 2집 〈소녀에게〉 작사,작곡,편곡 - 임창정 2집 〈내 안에 있는 너〉 공동작사 - 임창정 2집 〈갈증〉 공동작사 |
| 1997년 | - 임창정 3집 〈지킬게〉 작사,작곡 - 임창정 3집 〈내가 웃는건〉 작사 - 임창정 3집 〈너를 잊기로 했어〉 작사 - 임창정 3집 〈슬픈 연가〉 작사 - 임창정 3집 〈경민에게〉 작사 |
| 1998년 | - 임창정 4집 〈보여줘〉 작사,작곡 - 임창정 4집 〈이럴 수 밖에〉 작사,작곡 - 임창정 4집 〈이해할 수 있니〉 공동작사 |
| 1999년 | - 임창정 5집 〈In〉 작사,작곡 - 임창정 5집〈I Know〉작사,작곡 - 임창정 5집 〈님과 함께〉 작사,작곡,공동편곡 |
| 2000년 | - 임창정 6집 〈내 친구와 남자친구〉 작사 - 임창정 6집 〈기쁜 우리〉 작사,작곡 - 임창정 6집 〈낮에〉 작사,작곡 - 임창정 6집 〈알았어〉 작사,작곡 |
| 2000년 | - 임창정 7집 〈www.사랑.com〉 작사 - 임창정 7집 〈날 닮은 너〉 작사 - 임창정 7집 〈Please don`t you lose〉 작사,작곡 - 임창정 7집 〈나쁜 그대〉 작사,작곡,편곡 - 임창정 7집 〈후유증〉 공동작사 |
| 2001년 | - 임창정 8집 ’Blue part’ 프로듀싱 (Brown:김형석, Yellow:원상우 ,White:조규만) - 임창정 8집 〈8월에 이별〉 작곡 - 임창정 8집 〈온종일 하는 생각〉 작사 - 임창정 8집 〈날 버린 그녀가 요즘 연락을 한다〉 작사 - 임창정 8집 〈내 안에 아직〉 작사 - 임창정 8집 〈너에게 모자란 나〉 작사 - 임창정 8집 〈Real Love〉 작사,작곡 - 임창정 8집 〈미련〉 작사,작곡 - 임창정 8집 〈보고싶어〉 작사,공동작곡 - 임창정 8집 〈뭔데!뭔데!〉 작사,공동작곡 - UN 3집 〈오늘도 뿌듯한〉 작사,작곡,편곡 |
| 2002년 | - 임창정 9집 〈여우비〉 작사 - 임창정 9집 〈너를 너로써〉 작사 - 임창정 9집 〈No choice〉 작곡 - 임창정 9집 〈One Day〉 작곡 - 임창정 9집 〈슬픈 혼잣말〉 공동작사 - 임창정 9집 〈떠나라〉 공동작사, 작곡 |
| 2003년 | - 임창정 10집 프로듀싱 - 임창정 10집 〈소주 한 잔〉 작사 - 임창정 10집 〈왜!〉 작사 - 임창정 10집 〈난 연인이 있다〉 작사 - 임창정 10집 〈니 옆이고 싶어서〉 작사 - 임창정 10집 〈이미 나에게로(Remix)〉 작사,작곡 - 임창정 10집 〈흩어진 나날들〉 공동작사 - 임창정 10집 〈내가 가요〉 공동작사 - 임창정 10집 〈조언〉 공동작사 |
| 2007년 | - JED 1st Single 〈사랑의 숲에서 길을 잃다〉 공동작사 |
| 2009년 | - 임창정 11집 임창정,조규만 공동 프로듀싱 - 임창정 11집 〈그때가 그리워요〉 작사 - 임창정 11집 〈결혼전야〉 작사 - 임창정 11집 〈가슴에 고인 이름〉 작사 - 임창정 11집 〈현주에게〉 작사 - 임창정 11집 〈슬픈 연인〉 작사 - 임창정 11집 〈In The Club〉 작사,공동작곡 - 임창정 11집 〈To Your X-Boyfriend〉 공동작사 |
| 2010년 | - 임창정 Remind 〈잊혀지는 이별〉 작사,작곡 - 임창정 Remind 〈일어서겠죠〉 작사,작곡 |
| 2012년 | - 드라마 《지운수대통》 OST 〈집으로 가는 길〉 작사,공동작곡 |
| 2013년 | - JED Curtain Call Part 1 〈피아노〉 작사,공동작곡 - 임창정 1 Single 프로듀싱[나란놈이란] - 임창정 1 Single 〈나란놈이란〉 작사,공동작곡 - 임창정 1 Single 〈괜찮을런지〉 작사,공동작곡 |
| 2014년 | - 임창정 12집 프로듀싱 - 임창정 12집 〈보내야 했을까(Feat. JED)〉 작사 - 임창정 12집 〈너는 행복(Feat. The Ray)〉 작사 - 임창정 12집 〈우리가 헤어질 때〉 작사 - 임창정 12집 〈행복한 남자〉 작사 - 임창정 12집 〈너의 미소(Feat. 히든싱어)〉 작사 - 임창정 12집 〈흔한 노래〉 공동작사 - 임창정 12집 〈토로(吐露)〉 공동작사 - 임창정 12집 〈어느 하루가〉 작사,공동작곡,공동편곡 - 임창정 12집 〈임박사와 함께 춤을〉 작사,공동작곡,공동편곡 - 드라마 《쓰리데이즈》 OST 〈Good bye〉 공동작사 - 드라마 《조선총잡이》 OST 〈기다리라 해요〉 작사,작곡 |
| 2014년 | - 임창정 2 Single 프로듀싱[친한사람] - 임창정 2 Single <친한사람(String Ver.)> 공동작곡, 작사 - 임창정 2 Single <친한사람(Original Ver.)> 공동작곡, 작사 - 임창정 2 Single <임박사와 함께 춤을(Feat. LE of EXID, 이박사)> 공동작곡, 작사 |
| 2015년 | - 임창정 1 Mini 프로듀싱[또 다시 사랑] - 임창정 1 Mini <오랜 시간 동안 꿈꾸는 이야기> 작사 - 임창정 1 Mini <그대라는 꿈> 공동작사 - 임창정 1 Mini <또 다시 사랑> 공동작곡, 작사 - 임창정 1 Mini <그리다> 공동작곡, 작사 - 임창정 1 Mini <스무살 어린 시절> 공동작곡, 작사 - 드라마 <달콤살벌 패밀리> OST <괜찮아질텐데> 작사 |
| 2016년 | - 금잔디 3집 <설렘> <서울 가 살자> 작사,작곡 - 임창정 13집 프로듀싱 - 임창정 13집 <그곳에 멈춰서> 작사 - 임창정 13집 <화해> 작사 - 임창정 13집 <그마저 내려놓는> 작사 - 임창정 13집 <또 설레이는 이 길> 작사 - 임창정 13집 <세상에 하나뿐인 나> 작사 - 임창정 13집 <노래 한번 할게요> 공동작사 - 임창정 13집 <이별 후> 공동작사 - 임창정 13집 <이제 날 놓아줘> 공동작사 - 임창정 13집 <내 생에 가장 아름다운> 공동작사 - 임창정 13집 <내가 저지른 사랑> 공동작곡, 작사, 공동편곡 - 알리 디지털 싱글 <또 생각이 나서> 공동작곡, 공동작사, 공동편곡 |
| 2017년 | - 드라마 <맨투맨> OST <그대 내게 말하길> 공동작곡, 작사, 공동편곡 - 임창정 2 Mini 프로듀싱[그 사람을 아나요] - 임창정 2 Mini <너를 꺼내는 이유> 공동작곡, 작사 - 임창정 2 Mini <그 사람을 아나요> 공동작곡, 작사, 공동편곡 - 임창정 2 Mini <가지 말아달라 해요> 공동작곡, 작사, 공동편곡 |
| 2018년 | - 임창정 14집 프로듀싱 - 임창정 14집 <지금이라 부르던 그때> 작사 - 임창정 14집 <예쁘더라> 작사 - 임창정 14집 <노래방> 공동작사 - 임창정 14집 <친구 10년 사랑 1년> 공동작곡, 작사 - 임창정 14집 <나란놈이란(2018)> 공동작곡, 작사 - 임창정 14집 <나눠갖지 말아요> 공동작곡, 작사, 공동편곡 - 임창정 14집 <하루도 그대를 사랑하지 않은 적이 없었다> 공동작곡, 작사, 공동편곡 - 임창정 14집 <이젠 그러려고> 공동작곡, 작사, 공동편곡 - 임창정 14집 <그 사람> 공동작곡, 작사, 공동편곡 - 임창정 14집 <지나고도 같은 오늘(또 생각이 나서)> 공동작곡, 작사, 공동편곡 - 임창정 14집 <또 다시 사랑(2018)> 공동작곡, 작사, 공동편곡 - 임창정 14집 <그냥 냅둬> 공동작곡, 작사, 공동편곡 |
| 2019년 | - 임창정 15집 프로듀싱 - 임창정 15집 <삼월(Dear You)> 작사 - 임창정 15집 <유월(Stranger)> 작사 - 임창정 15집 <칠월(Last Summer)> 작사 - 임창정 15집 <십이월(Happy Ending)> 작사 - 임창정 15집 <구월(September Song)> 작사, 작곡, 공동편곡 - 임창정 15집 <이월(Love Letter)> 공동작사 - 임창정 15집 <일월(All My Life)> 공동작곡, 작사 - 임창정 15집 <십삼월(Never Ending)> 공동작곡, 작사, 공동편곡 - 김재환 미니1집 another<안녕하세요>작사,작곡 - 승국이 <대세남> 공동작곡, 작사, 공동편곡 |
| 2020년 | - 임창정 16집 프로듀싱 - 임창정 16집 <이미 널 잊었어> 공동작사 - 임창정 16집 <소확행> 공동작곡 - 임창정 16집 <힘든 건 사랑이 아니다> 공동작곡, 작사 - 임창정 16집 <괜찮은지 몰라서> 공동작곡, 작사 - 임창정 16집 <우리는 어디에> 공동작곡, 작사 - 임창정 16집 <젊은 날 그 사람> 공동작곡, 작사 - 임창정 16집 <널 버릴 거야> 공동작곡, 작사 - 임창정 16집 <3번 타자> 공동작곡, 작사 - 임창정 16집 <괜찮은지 몰라서(With 선민)> 공동작곡, 작사 - 임창정 16집 <내 사랑 마법자> 공동작곡, 작사 |
| 2021년 | - 임창정 17집 프로듀싱 - 임창정 17집 <내가 혼자인 이유> 작사 - 임창정 17집 <내 곁으로 사는 건> 공동작사 - 임창정 17집 <우리의 첫 장> 공동작사 - 임창정 17집 <따뜻한 말 한마디> 공동작곡, 공동작사 - 임창정 17집 <나> 공동작곡, 공동작사 - 임창정 17집 <선물> 공동작곡, 공동작사 - 임창정 17집 <버틸만해> 공동작곡, 공동작사 - 임창정 17집 <나는 트로트가 싫어요> 공동작곡, 공동작사 - 임창정 17집 <별거 없던 그 하루로> 공동작곡, 공동작사, 공동편곡 - 임창정 17집 <다행> 공동작곡, 공동작사, 공동편곡 - 드라마 <펜트하우스 2> OST <되풀이> 작사 - 드라마 <펜트하우스 2> OST <이게 바로 나야> 공동작곡, 작사, 공동편곡                                                        |
| 2022년 | - 승국이 <검문할게요> 공동작곡, 작사, 공동편곡 |

## 가요 프로그램 1위
| 연도            | 수상 내역(총 54회) |
| --------------- | --- |
| 1997년(총 21회) | - 그때 또 다시(총 13회) - 7월 9일 KBS 《가요톱텐》 1위 - 7월 12일 MBC 《인기가요베스트50》 1위 - 7월 16일 KBS 《가요톱텐》 1위 - 7월 20일 SBS 《TV가요20》 1위 - 7월 23일 KBS 《가요톱텐》 1위 - 7월 26일 MBC 《인기가요베스트50》 1위 - 7월 27일 SBS 《TV가요20》 1위 - 7월 30일 KBS 《가요톱텐》 1위 - 8월 2일 MBC 《인기가요베스트50》 1위(3주 연속) - 8월 3일 SBS 《TV가요20》 1위(3주 연속) - 8월 6일 KBS 《가요톱텐》 1위(5주 연속, 골든컵) - 8월 10일 SBS 《TV가요20》 1위 - 8월 17일 SBS 《TV가요20》 1위(왕중왕) - 결혼해줘(총 8회) - 10월 8일 KBS 《가요톱텐》 1위 - 10월 11일 MBC 《인기가요베스트50》 1위 - 10월 15일 KBS 《가요톱텐》 1위 - 10월 18일 MBC 《인기가요베스트50》 1위 - 10월 22일 KBS 《가요톱텐》 1위 - 10월 25일 MBC 《인기가요베스트50》 1위(3주 연속) - 10월 29일 KBS 《가요톱텐》 1위 - 11월 5일 KBS 《가요톱텐》 1위(5주 연속, 골든컵) |
| 1998년(총 5회)  | - 별이 되어(총 2회) - 5월 17일 SBS 《인기가요》 1위 - 5월 24일 SBS 《인기가요》 1위(2주 연속) - 늑대와 함께 춤을(총 1회) - 7월 14일 KBS 《뮤직뱅크》 MVP |
| 1999년(총 1회)  | - Love Affair(총 1회) - 5월 2일 SBS 《인기가요》 1위 |
| 2000년(총 4회)  | - 나의 연인(총 4회) - 3월 26일 SBS 《인기가요》 1위 - 3월 28일 KBS 《뮤직뱅크》 1위 - 4월 2일 SBS 《인기가요》 1위(2주 연속) - 4월 4일 KBS 《뮤직뱅크》 1위(2주 연속) |
| 2001년(총 8회)  | - 날 닮은 너(총 6회) - 1월 11일 KBS 《뮤직뱅크》 1위 - 1월 18일 KBS 《뮤직뱅크》 1위 - 1월 20일 MBC 《음악캠프》 1위 - 1월 21일 SBS 《인기가요》 1위 - 1월 25일 KBS 《뮤직뱅크》 1위(3주 연속) - 1월 28일 SBS 《인기가요》 1위(2주 연속) - 기다리는 이유(총 2회) - 9월 23일 SBS 《인기가요》 1위 - 9월 30일 SBS 《인기가요》 1위(2주 연속) |
| 2002년(총 4회)  | - 슬픈 혼잣말(총 4회) - 6월 23일 SBS 《인기가요》 1위 - 6월 30일 SBS 《인기가요》 1위 - 7월 6일 MBC 《음악캠프》 1위 - 7월 7일 SBS 《인기가요》 1위(트리플 크라운) |
| 2003년(총 2회)  | - 소주 한 잔(총 2회) - 7월 20일 SBS 《인기가요》 뮤티즌송 - 7월 26일 MBC 《음악캠프》 1위 |
| 2015년(총 2회)  | - 또 다시 사랑(총 2회) - 10월 9일 KBS 《뮤직뱅크》 K-Chart 1위 - 10월 11일 SBS 《인기가요》 1위 |
| 2016년(총 4회)  | - 내가 저지른 사랑(총 4회) - 9월 16일 KBS 《뮤직뱅크》 K-Chart 1위 - 9월 18일 SBS 《인기가요》 1위 - 9월 23일 KBS 《뮤직뱅크》 K-Chart 1위(2주 연속) - 9월 28일 MBC MUSIC 《쇼 챔피언》 챔피언 송 |
| 2018년(총 2회)  | - 하루도 그대를 사랑하지 않은 적이 없었다(총 2회) - 10월 6일 MBC 《쇼! 음악중심》 1위 - 10월 7일 SBS 《인기가요》 1위 |

### 음반활동 수상내역
- 1997년 KBS 가요대상 본상
- 1997년 KBS 가요대상 작곡상
- 1997년 KBS 가요대상 대상
- 1997년 SBS 가요대전 본상
- 1997년 제8회 서울가요대상 본상
- 1997년 제12회 골든디스크 본상
- 1998년 KBS 가요대상 본상
- 1998년 SBS 가요대전 본상
- 1999년 KBS 가요대상 본상
- 1999년 KBS 가요대상 올해의 가수상
- 1999년 SBS 가요대전 본상
- 1999년 제10회 서울가요대상 본상
- 2000년 KBS 가요대상 본상
- 2000년 KBS 가요대상 프로듀서가 뽑은 최고인기가수상
- 2000년 SBS 가요대전 본상
- 2000년 제11회 서울가요대상 본상
- 2001년 KBS 가요대상 본상
- 2001년 KBS 가요대상 청소년부문 올해의 가수상
- 2001년 SBS 가요대전 본상
- 2001년 MBC 10대 가수 가요제 본상
- 2001년 제12회 서울가요대상 본상
- 2001년 제16회 골든디스크 본상
- 2002년 KBS 가요대상 본상
- 2002년 SBS 가요대전 본상
- 2002년 제9회 대한민국연예예술대상 신세대가요가수상
- 2015년 제24회 하이원 서울가요대상 공연문화상
- 2015년 제4회 가온차트 K-POP 어워드 올해의 파퓰러 싱어상
- 2016년 제8회 멜론뮤직어워드 뮤직스타일상 발라드 남자 부문
- 2017년 제31회 골든디스크 디지털 음원부문 본상
- 2017년 제6회 가온차트 K-POP 어워드 올해의 가수상 음원부문
- 2019년 제33회 골든디스크 올해의 발라드상
- 2019년 제28회 하이원 서울가요대상 발라드 부문상
- 2019년 제8회 가온차트 K-POP 어워드 디지털음원부문 올해의 가수상

## 수상 및 후보
| 연도 | 시상식                      | 부문                            | 작품                      | 결과 |
| ---- | --------------------------- | ------------------------------- | ------------------------- | ---- |
| 1997 | 제35회 대종상               | 신인남우상                      | 비트                      | 후보 |
| 1997 | 제35회 대종상               | 남우조연상                      | 비트                      | 수상 |
| 1997 | 제18회 청룡영화상           | 남우조연상                      | 비트                      | 후보 |
| 1998 | 제34회 백상예술대상         | 영화부문 남자 신인연기상        | 비트                      | 수상 |
| 2002 | 제1회 대한민국 영화대상     | 남우조연상                      | 해적, 디스코왕 되다       | 후보 |
| 2002 | 제23회 청룡영화상           | 남우조연상                      | 해적, 디스코왕 되다       | 후보 |
| 2003 | 제39회 백상예술대상         | 영화부문 갤러리아 인기상        | 색즉시공                  | 수상 |
| 2003 | 제40회 대종상               | 남우조연상                      | 해적, 디스코왕 되다       | 후보 |
| 2008 | 제44회 백상예술대상         | 영화부문 남자 최우수연기상      | 스카우트                  | 수상 |
| 2008 | 제2회 Mnet 20's Choice      | Hot 무비 스타 남자              | 스카우트                  | 후보 |
| 2008 | 제45회 대종상               | 남우주연상                      | 스카우트                  | 후보 |
| 2012 | 제20회 대한민국문화연예대상 | 영화부문 남자 최우수연기상      | 공모자들                  | 수상 |
| 2022 | SBS 연예대상                | 토크, 리얼리티 부문 소셜 스타상 | 동상이몽 2 - 너는 내 운명 | 수상 |

## 그 외 경력
- 1999년 자녀안심하고 학교보내기 운동 국민재단 연예인 봉사단원
- 2001년 금연 홍보대사
- 2005년 제4회 미쟝센 단편영화제 명예심사위원
- 2009년 대한야구협회 아마야구 홍보대사
- 2013년 경기경찰 홍보대사
- 2017년 오산시 홍보대사